# Rainer Stahel

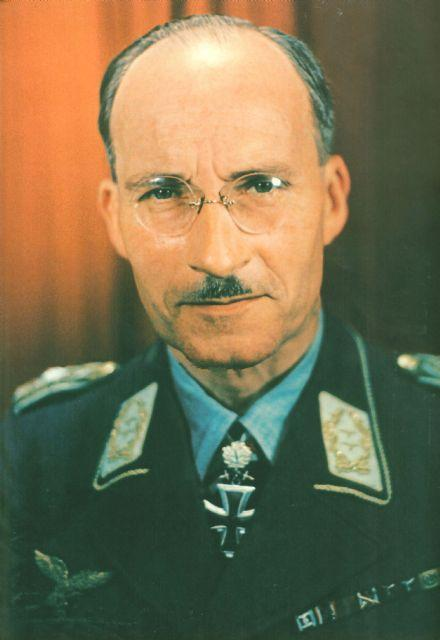
Rainer Stahel, 1944

Rainer Stahel (* 15. Januar 1892 in Bielefeld; † 30. November 1955 im Kriegsgefangenenlager 5110/48 Woikowo in Tschernzy bei Iwanowo, Sowjetunion) war ein deutscher Generalleutnant der Luftwaffe im Zweiten Weltkrieg.

## Leben
Stahel trat am 1. April 1911 als Fahnenjunker in das 1. Lothringische Infanterie-Regiment Nr. 130 ein, wo er am 19. Dezember 1911 zum Fähnrich befördert wurde. Nach dem Besuch der Kriegsschule Hersfeld wurde er am 18. Oktober 1912 zum Leutnant befördert.

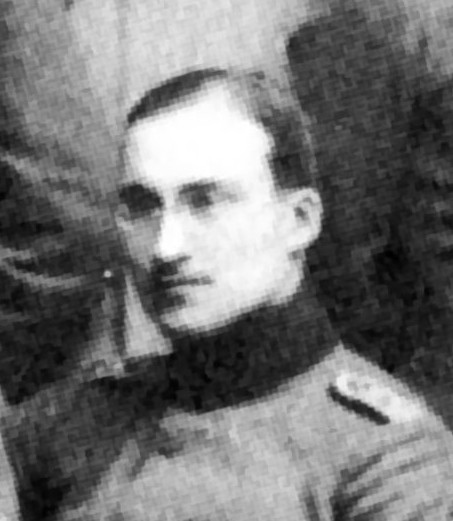
Rainer Stahel, 1917

Mit Ausbruch des Ersten Weltkriegs kam Stahel mit seinem Regiment an der Westfront zum Einsatz, wo er ab dem 1. August 1915 als Kompanieführer fungierte und am 27. Januar 1916 zum Oberleutnant befördert wurde. Am 1. Mai 1916 wurde er zum Ersatz-Bataillon des Regiments versetzt. Ende Mai 1916 wurde Stahel als Chef der Maschinengewehr-Kompanie in das Jäger-Bataillon Nr. 27 (Finnische Jäger) versetzt. Die Finnischen Jäger, die anfänglich im lettischen Kurland eingesetzt wurden, bildeten später den Kern der finnischen Armee. Anlässlich des Ausbruchs des Finnischen Bürgerkriegs 1918 wurde er mit seiner Kompanie nach Finnland verlegt.
Im Frühjahr 1918 wechselte Stahel als Hauptmann in die Finnische Armee (auch Weiße Armee), in der er schnell zum Oberstleutnant befördert wurde. Im Sommer 1918 wurde er zum Stabschef der 1. Division, und Anfang September zum Regimentskommandeur ernannt. Im November 1919 wurde er aus der finnischen Armee verabschiedet. Im Frühjahr 1920 trat Stahel seinen Dienst bei der finnischen Grenzschutzpolizei an, wo er für fünf Jahre als Kommandeur des Schutzkorps in Turku an der Südwestküste Finnlands eingesetzt wurde. Von 1922 bis 1934 wurde er auch als Reserveoffizier der Finnischen Armee geführt.
Anfang 1934 trat Stahel als Landesschutzoffizier in die Reichswehr ein und wurde im Rang eines Hauptmanns als Referent im Heereswaffenamt des Reichswehrministeriums in Berlin eingesetzt. Im Frühjahr 1935 wurde er in das Ergänzungsoffizierskorps übernommen. Ab dem 1. Juni 1935 trat Stahel zur Luftwaffe über und wirkte im Reichsluftfahrtministerium an der Entwicklung der Flakartillerie mit. Am 1. April 1936 wurde er zum Major befördert. Mitte November 1938 übernahm Stahel die Position eines Batteriechefs in der neuen Leichten Flak-Abteilung 73 in Leipzig. Im Zuge der Mobilmachung zum Zweiten Weltkrieg wurde er im Sommer 1939 (ab 1. November 1939 als Oberstleutnant) zum Kommandeur der ebenfalls in Leipzig stationierten Leichten Reserve-Flak-Abteilung 731 und Mitte Februar 1940 zum Kommandeur der Reserve-Flak-Abteilung 226 ernannt. Im Februar und März 1940 nahm Stahel an einem Kurs für Abteilungskommandeure an der Flak-Artillerie-Schule I in Rerik auf der Halbinsel Wustrow teil. Am 1. Mai 1940 übernahm er für drei Monate das Kommando über die Reserve-Flak-Abteilung 151 in Augsburg.
Zum 1. August 1940 erfolgte Stahels Versetzung als Luftwaffen-Kontrolloffizier zur Kontrollkommission I in den unbesetzten Teil Frankreichs nach Bourges, wo er ab Anfang Januar 1941 als Stabschef tätig war. Stahel wurde nun auch im Rang eines Oberstleutnants in den aktiven Dienst übernommen. Als solcher wurde er Ende März 1941 zum Kommandeur des neuen Flakregiments 34 (18. Flak-Division) ernannt, welches zu Beginn des Sommers 1941 im Deutsch-Sowjetischen Krieg beim Angriff auf Mittelrussland eingesetzt wurde. Am 1. März 1942 wurde Stahel zum Oberst befördert und gab Mitte April 1942 sein Kommando an Oberst Hermann Rudhardt ab. Gleichzeitig wurde er als Nachfolger des damaligen Obersten und späteren Generalleutnants Adolf Pirmann zum Kommandeur des Flakregiments 99 im Südabschnitt der Ostfront ernannt. Dieses Kommando gab er im Sommer 1942 an Oberstleutnant Eduard Obergerthmann ab und wurde stattdessen mit der Aufstellung und Führung der 4. Luftwaffen-Felddivision beauftragt.
Bei den Abwehrkämpfen Ende 1942 verteidigte Stahel als Führer einer Luftwaffen-Kampfgruppe im Südabschnitt der Ostfront seinen Frontabschnitt im Raum Stalingrad. Am 21. Januar 1943 wurde er zum Generalmajor befördert und dann in den Bereich der Luftflotte 4 abkommandiert. Ende Mai 1943 wurde er dann zum Kommandeur der neuen 22. Flak-Brigade in Italien ernannt und mit dem Schutz der Straße von Messina betraut.
Von Mitte September bis Ende Oktober 1943 war Stahel Kampfkommandant von Rom. Im Vorfeld der Deportation römischer Juden 1943 versuchte Papst Pius XII. über die Stadtkommandantur, die anstehende Razzia aufzuhalten. Er sandte seinen Verbindungsmann zu den deutschen Dienststellen, so auch zu Stahel. Auch dieser wies das Ansinnen von sich mit der Bemerkung, dass er nichts damit zu schaffen habe; die Aktion sei allein Sache der SS. „Trotzdem habe ich selbstverständlich Ihre Bedenken den zuständigen Stellen umgehend zur Kenntnis gebracht.“ Die zahlreichen von Stahel ausgestellten Schutzbriefe verboten Hausdurchsuchungen in römischen Ordenshäusern und retteten so die darin versteckten Juden und Antifaschisten.

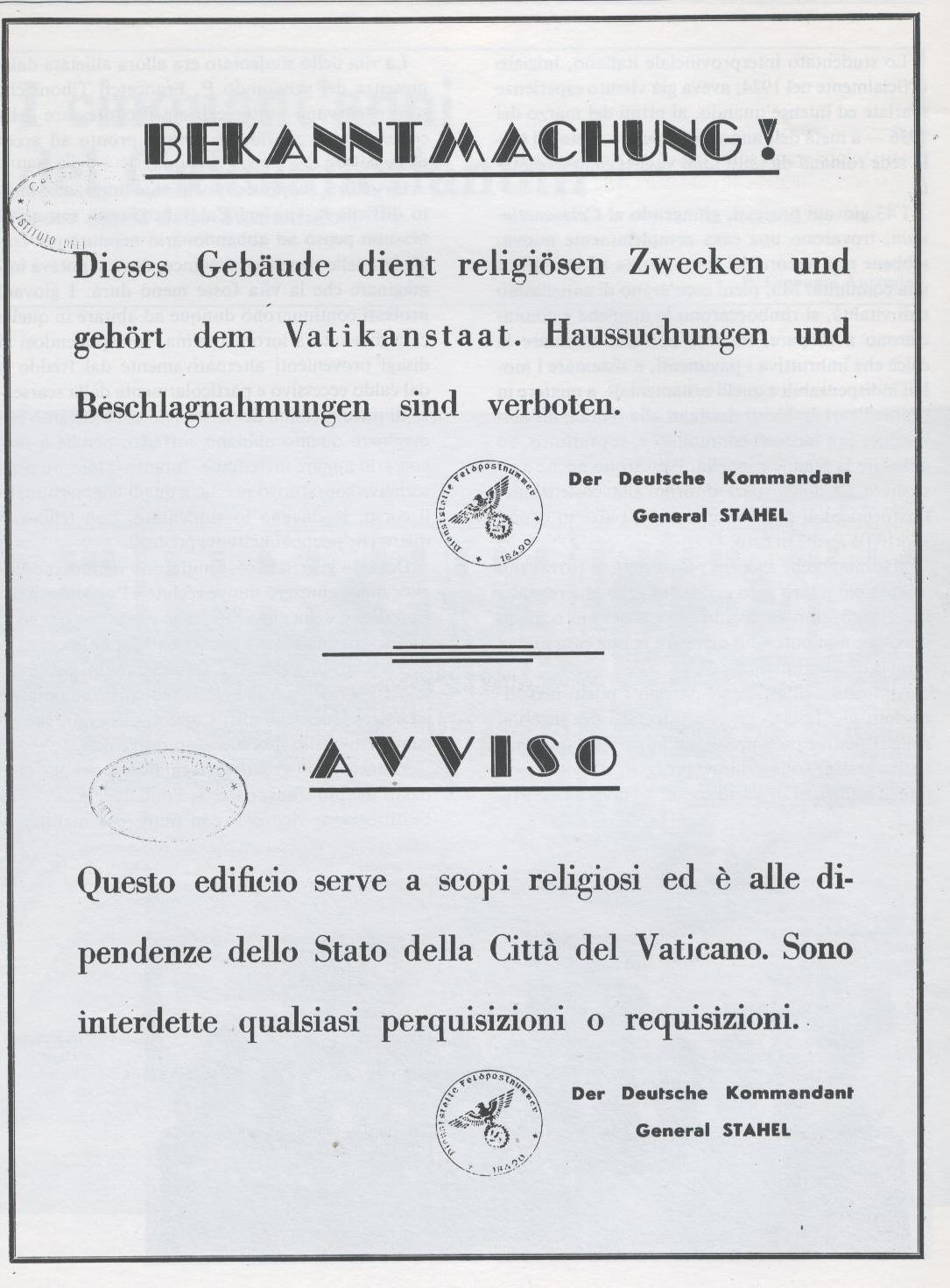
Plakat zum Schutz eines römischen Klosters 1943

Anfang Juli 1944 wurde Stahel zum Kommandanten des Festen Platzes Wilna (Vilnius) in Litauen ernannt. Am 14. Juli 1944 wurde er namentlich im Wehrmachtbericht erwähnt: „Die tapfere Besatzung der alten litauischen Hauptstadt Wilna unter Führung ihres Kommandanten, Generalleutnant Stahel, durchbrach nach fünftägigem Widerstand gegen überlegene feindliche Kräfte befehlsgemäß den sowjetischen Einschließungsring und kämpfte sich zu den westlich unter Oberst Tolsdorff bereitstehenden Truppen durch.“ Für die „Bindung starker feindlicher Kräfte vor der Festung“ wurde er im Juli 1944 zum Generalleutnant befördert.

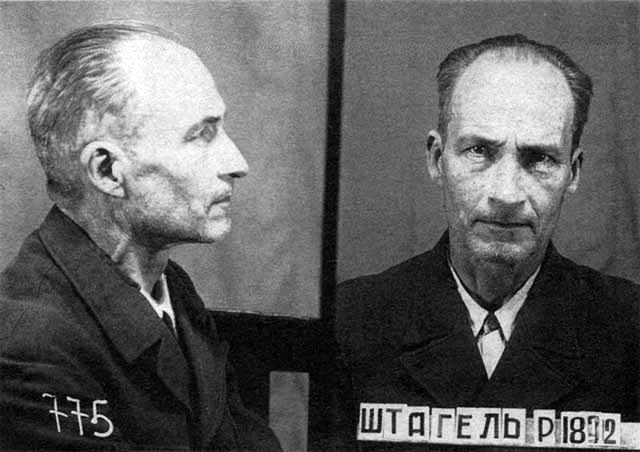
Stahel nach seiner Verhaftung 1944

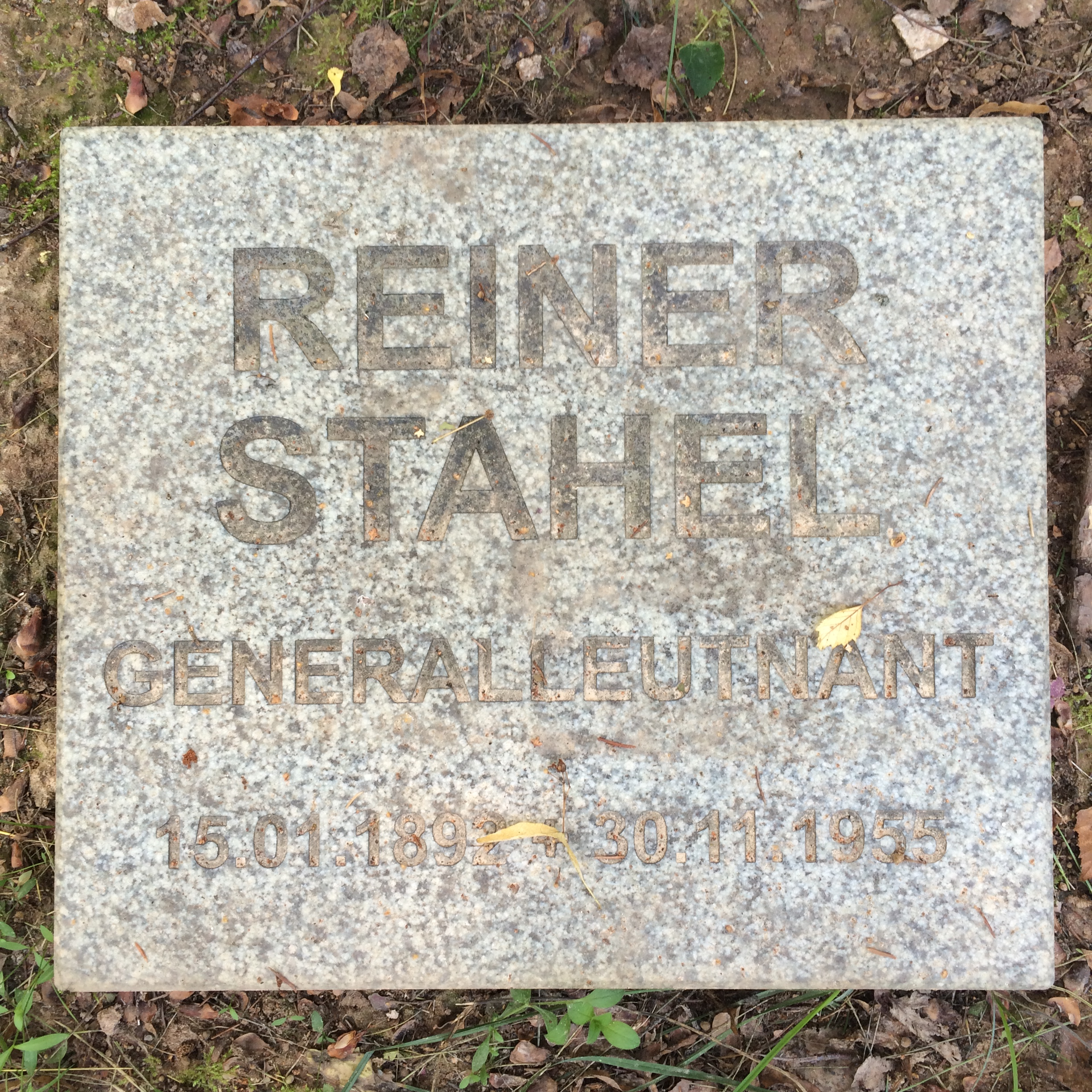
Stahels Grab auf dem Soldatenfriedhof Tschernzy bei Iwanowo

Ende Juli 1944 wurde Stahel für einen Monat zum Stadtkommandanten von Warschau in Polen ernannt und war während des Warschauer Aufstands in seinem Hauptquartier von der Polnischen Heimatarmee umzingelt. Der Aufstand wurde letztendlich niedergeschlagen und die Stadt fast vollständig zerstört.
Am 23. August 1944 sandte das Oberkommando der Wehrmacht Stahel nach dem Königlichen Staatsstreich und Seitenwechsel Rumäniens als Kampfkommandanten nach Bukarest. Dort geriet er zusammen mit Generalleutnant Alfred Gerstenberg nach drei Tagen in sowjetische Kriegsgefangenschaft, die er bis zu seinem Tode in verschiedenen Lagern verbrachte.
In Gefangenschaft wurde er im August 1951 vom Ministerium für Staatssicherheit der UdSSR (MGB) als Kriegsverbrecher festgenommen. Im Februar 1952 verurteilte ihn das Militärtribunal des MGB zu 25 Jahren Gefängnishaft.
Rainer Stahel verstarb am 30. November 1955 im Kriegsgefangenenlager 5110/48 Woikowo bei Iwanowo an einem Herzanfall und wurde auf dem nahegelegenen Soldatenfriedhof Tschernzy beigesetzt.

## Auszeichnungen
- Eisernes Kreuz (1914) II. und I. Klasse
- Verwundetenabzeichen (1918) in Silber
- Spange zum Eisernen Kreuz II. und I. Klasse
- Ritterkreuz des Eisernen Kreuzes mit Eichenlaub und Schwertern[11]
  - Ritterkreuz am 18. Januar 1942
  - Eichenlaub am 4. Januar 1943 (169. Verleihung)
  - Schwerter am 18. Juli 1944 (79. Verleihung)

## Schriften
- Das 1. Lothringische Infanterie-Regiment Nr 130 : Nach d. amtl. Kriegstagebüchern u. persönl. Aufzeichngn ; Mit 4 Kt., 7 vom Verf. gezeichn. Skizzen (auf 3 Bl.), Band 99 der Erinnerungsblätter deutscher Regimenter. Gerh. Stalling, Oldenburg in Oldenburg 1924, S. 115 S. ; 8 + u. 7 Anlagen.
- Der Nachtangriff auf Heippes am 9./10. Sept. 1914. Verein der ehemaligen Offiziere des 1. Lothringischen Infanterie Regiments Nr. 130, 1937.